# جاك أ. ماركيل

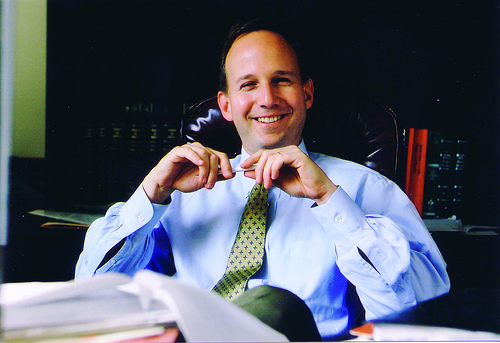
جاك أ. ماركيل

جاك أ. ماركيل (بالإنجليزية: Jack A. Markell) هو سياسي أمريكي ينتمي إلى الحزب الديمقراطي. ولد جاك أ. ماركيل في مقاطعة نيوكاسل في ولاية ديلاوير الأمريكية في 26 تشرين الثاني - نوفمبر من سنة 1960 حصل جاك أ. ماركيل على شهادة الماجستير من جامعة شيكاغو أصبح  جاك أ. ماركيل أول شخص ينتمي للديانة اليهودية يصبح حاكما على ولاية ديلاوير.